# Iglesia de Nuestra Señora de Gracia (Viver)
La iglesia parroquial de la Virgen de Gracia y al Arcángel San Miguel de Viver (Provincia de Castellón, España) está situada en la Plaza del Ángel y fue construida a principios del siglo XVII. Si bien cuenta con ampliaciones y reformas posteriores.

## Arquitectura
Del templo destaca en su fachada la torre campanario, que se construyó en el año 1608. Tiene 25 metros de altura y sus sólidas paredes más de 2 metros de espesor. Es de planta cuadrada con aristas de piedras de sillería con ocho ventanas de campanas y está coronada por un templete octogonal recientemente restaurado. En sus paredes se encuentran varias lápidas romanas y una escrita en 1608 por Francisco Diago en la que señala la construcción de la torre y la canalización del agua a la fuente de la Asunción.
Adosada en parte al lado Oeste de la torre, vemos la fachada de la iglesia parroquial. Exteriormente consta de una nave central con crucero y contrafuertes. En el interior el templo es elegante, de estilo renacentista, de orden corintio, claustral, con buenos altares de madera y algunos frescos de buena escuela. Destacan las pinturas al fresco ejecutadas por nuestro paisano Rafael Posades. 